# Petrie Prize Lecture
Die Petrie Prize Lecture ist eine Auszeichnung der kanadischen astronomischen Vereinigung (Canadian Astronomical Society, CASCA) für einen herausragenden Astrophysiker. Sie soll an die Beiträge des kanadischen Astronomen Robert Methven Petrie zur Astrophysik erinnern.

## Preisträger
- 1970 Alastair G. W. Cameron
- 1971 Jesse Leonard Greenstein
- 1971 Carlyle Smith Beals
- 1977 J. Beverly Oke
- 1979 Geoffrey Burbidge
- 1981 Hubert Reeves
- 1983 M.J. Plavec
- 1985 Charles Hard Townes
- 1987 Henry Matthews
- 1989 James Peebles
- 1981 Peter B. Stetson
- 1993 Maarten Schmidt
- 1995 George Howard Herbig
- 1997 Alexei Filippenko
- 1999 Sidney van den Bergh
- 2001 James E. Gunn
- 2003 Martin Rees
- 2005 Reinhard Genzel
- 2007 Ewine van Dishoeck
- 2009 Scott Tremaine
- 2011 Andrew Fabian
- 2013 Françoise Combes
- 2015 Wendy Freedman
- 2017 Charles Beichman
- 2019 Gabriela González
- 2021 Heino Falcke
- 2023 You-Hua Chu[1]